# Serjania altissma
Serjania altissma là một loài thực vật có hoa trong họ Bồ hòn. Loài này được (Poepp.) Radlk. miêu tả khoa học đầu tiên năm 1875.